# Abdellatif Filali

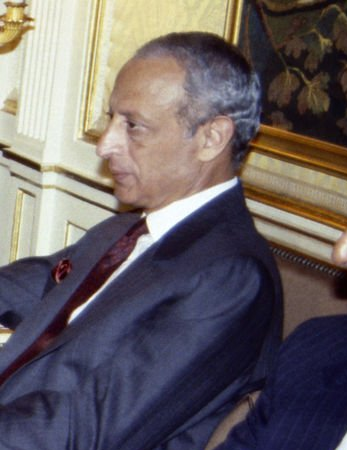
Abdellatif Filali (1990)

Abdellatif Filali (arabisch عبد اللطيف الفيلالي, DMG ʿAbdu l-Laṭīf al-Fīlālī; * 26. Januar 1928 in Fès; † 20. März 2009 in Paris) war ein marokkanischer Politiker und Diplomat unter König Hassan II.
Der promovierte Jurist Filali war vom 25. Mai 1994 bis zum 4. Februar 1998 Premierminister Marokkos, gleichzeitig war er von 1985 bis 1999 und vorher schon von 1971 bis 1972 Außenminister des Landes. Er vertrat sein Land außerdem als Botschafter in der Volksrepublik China, Algerien, Spanien und Großbritannien.